# Chrysis angustifrons
Chrysis angustifrons es una especie de avispa del género Chrysis, familia Chrysididae. Fue descrita por Abeille de Perrin en 1878. Se encuentra en Albania, Austria, Chequia, Croacia, Eslovaquia, España, Francia, Grecia, Hungría, Italia, Moldavia y Portugal.